# Ștefan Stâncă
Ștefan Stâncă (n. 13 noiembrie 1865, Iași - d. 26 ianuarie 1897, Iași) a fost un medic român de origine evreiască , ales post-mortem membru al Academiei Române (1948).